# أكوشا
أكوشا (بالروسية: Акуша) هي مدينة في جمهورية داغستان في روسيا.